# پی کی اینگار
 پی کی اینگار (انگلیسی: P. K. Iyengar؛ زاده ۲۹ ژوئن ۱۹۳۱ درگذشته ۲۱ دسامبر ۲۰۱۱) یک دانشمند اهل هندn بود.